# Aulo Sempronio Atratino (tribuno consolare 444 a.C.)
Aulo Sempronio Atratino (fl. V secolo a.C.) tribuno consolare romano.

## Consolato
Aulo Sempronio fu eletto tribuno consolare a Roma nel 444 a.C., con i colleghi Tito Clelio Siculo e Lucio Atilio Lusco.
(Tito Livio, "Ab Urbe Condita", IV, 7)
Dopo tre mesi si dovette dimettere, con gli altri colleghi, in quanto gli auguri avevano decretato che la loro nomina non era stata regolare.
(Tito Livio, "Ab Urbe Condita", IV, 7)